# The Polecats
The Polecats (zu deutsch: „Die Iltisse“) sind eine britische Neo-Rockabilly-Band.

## Bandgeschichte
Ursprünglich war die Band um den Frontmann Tim Worman (auch bekannt als Tim Polecat) mit Martin „Boz“ Boorer, Phil Bloomberg und Chris Hawkes besetzt und trat unter dem Namen Cult Heroes auf. Nachdem sie durch ihren „zu punkig klingenden Namen“ zunächst Schwierigkeiten hatten, einen Promoter zu finden, der bereit war, sie als Rockabilly-Band zu vermarkten, änderten sie ihren Bandnamen auf einen Vorschlag des Schlagzeugers Hawkes schließlich in The Polecats um. Hawkes wurde später durch Neil Rooney ersetzt.
Die Band wurde von dem noch jungen britischen Rockabilly-Label   Nervous Records unter Vertrag genommen und veröffentlichte im Jahr 1979 die Single Rockabilly Guy.
Im Jahr 1981 wurden die Polecats von Mercury Records unter Vertrag genommen und veröffentlichten ihr erstes, von Dave Edmunds produziertes Album Polecats Are Go!. Die Band landete in den Charts des Vereinigten Königreiches mit John, I'm Only Dancing, einer überarbeiteten Version von Rockabilly Guy, sowie einem Cover des T. Rex-Songs Jeepster. John, I'm Only Dancing, eine Coverversion des David Bowie Hits, war parallel zur zweiten Single Rock This Town der Rockabilly-Kollegen und ebenfalls von Edmunds produzierten Stray Cats in den Charts.
Einen letzten kommerziellen Erfolg konnte die Gruppe mit dem Titel Make A Circuit With Me auf Platz 76 in den britischen Charts verbuchen.
Gitarrist Martin Boorer verließ zunächst die Band, um als Gitarrist, Musical-Direktor und Co-Songwriter mit Morrissey zu arbeiten, leitete jedoch 1989 eine Reunion der Polecats in die Wege, die daraufhin ein Live- und ein Studioalbum produzierten. Tim Polecat zog nach Los Angeles und gründete 2001 zusammen mit Slim Jim Phantom und Danny B. Harvey die Band 13 Cats. 2001 erschien über das Label Raucous Records eine Sammlung von Martin Boorers Werken unter dem Titel Between The Polecats.
Die Polecats touren bis heute gelegentlich durch Europa und Japan und veröffentlichen weiterhin Alben, inzwischen mit John Buck am Schlagzeug.

## Diskografie

### Alben
| Jahr | Titel            | Höchstplatzierung, Gesamtwochen, AuszeichnungChartsChartplatzierungen (Jahr, Titel, Platzierungen, Wochen, Auszeichnungen, Anmerkungen) | Anmerkungen |
| Jahr | Titel            | UK | Anmerkungen |
| ---- | ---------------- | --- | ----------- |
| 1981 | Polecats Are Go! | UK28 (2 Wo.)UK |             |

Weitere Alben
- 1981: Cult Heroes
- 1983: Make a Circuit with Me
- 1983: Live in Hamburg 1981
- 1989: Won’t Die
- 1992: Nine
- 1998: Live and Rockin’
- 1999: Pink Noise
- 2006: Not Nervous! Rare 1980 Demos
- 2008: Rockabilly Cats

### EPs
- 1983: Make a Circuit with Me

### Singles
| Jahr | Titel                                  | Höchstplatzierung, Gesamtwochen, AuszeichnungChartsChartplatzierungen (Jahr, Titel, Platzierungen, Wochen, Auszeichnungen, Anmerkungen) | Anmerkungen |
| Jahr | Titel                                  | UK | Anmerkungen |
| ---- | -------------------------------------- | --- | ----------- |
| 1981 | John I’m Only Dancing Polecats Are Go! | UK35 (8 Wo.)UK |             |
| 1981 | Rockabilly Guy Polecats Are Go!        | UK35 (6 Wo.)UK |             |
| 1981 | Jeepster                               | UK53 (4 Wo.)UK |             |
| 1982 | Make a Circuit with Me                 | UK76 (3 Wo.)UK |             |

Weitere Singles
- 2017: What Do I Get